# George F. Moore (General)

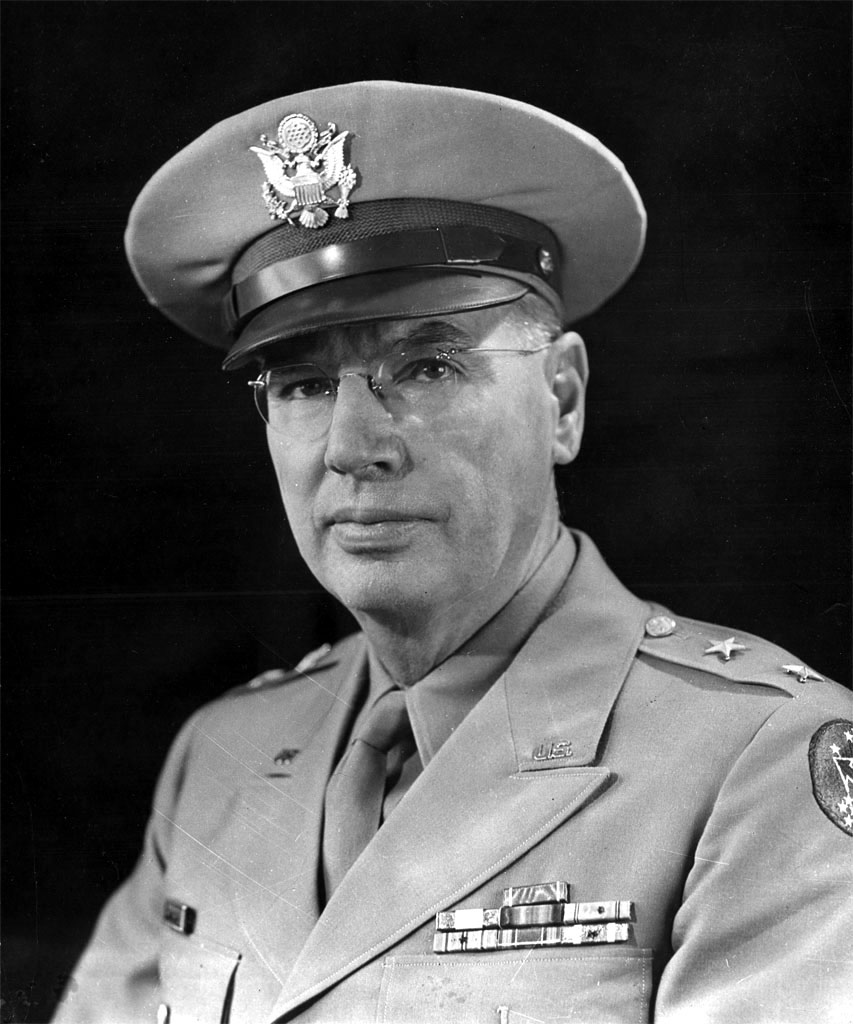
Major General George F Moore

George Fleming Moore (* 31. Juli 1887 in Austin, Texas; † 2. Dezember 1949 in  Hillsborough, San Mateo County, Kalifornien) war ein Generalmajor der United States Army.
Moore war der Sohn von John Marks Moore (1854–1902) und dessen Frau Mary Estelle Grace. Nach seiner Schulzeit studierte er bis 1908 an der Texas A&M University. Im folgenden Jahr wurde er als Leutnant des United States Army Coast Artillery Corps in das Offizierskorps der U.S. Army aufgenommen. In der Armee durchlief er anschließend alle Offiziersränge bis zum Zweisterne-General.
In seinen jüngeren Jahren absolvierte er den für Offiziere in den niederen Rangstufen üblichen Dienst in verschiedenen Einheiten und Standorten. Er nahm auch aktiv am Ersten Weltkrieg teil. Danach setzte er seinen regulären Militärdienst fort. Von 1937 bis 1940 war er Führungsoffizier der Kadetten an der Texas A&M University. Danach kommandierte er die Truppen in Manila, die für die Verteidigung der dortigen Hafenanlagen zuständig waren. Anschließend kommandierte er bis zum 5. Mai 1942 die Küstenartillerie auf den Philippinen. Zu diesem Zeitpunkt waren die amerikanisch-japanischen Kämpfe im Zug des Zweiten Weltkriegs bereits in vollem Gange und die Philippinen wurde von Japan angegriffen. Moore gehörte zu den Verteidigern der Insel Corregidor. Die dortigen Einheiten kommandierte von General Jonathan M. Wainwright. Als dieser am 6. Mai 1942 kapitulierte gerieten die amerikanischen Soldaten einschließlich der Generäle in japanische Kriegsgefangenschaft.
Moore verblieb bis zu seiner Befreiung im August 1945 in japanischer Kriegsgefangenschaft. Dabei wurde er so schlecht behandelt, dass er sich nie richtig von den Folgen der Internierung erholte. Vom 17. März bis zum 10. Juli 1946 war er Kommandierender General der United States Army, Pacific auf Hawaii, einer Vorgängerorganisation der heutigen, im Jahr 2000 etablierten, gleichnamigen United States Army Pacific, die damals anders aufgebaut und gegliedert war. Im Jahr 1949 ging er in den Ruhestand.
Der mit Lucile Griffith (1892–1972) verheiratete Offizier erschoss sich wenig später im kalifornischen Hillsborough mit seiner ehemaligen Dienstwaffe. Er wurde auf dem Golden Gate National Cemetery bei San Bruno beigesetzt.

## Orden und Auszeichnungen
George Moore erhielt im Lauf seiner militärischen Laufbahn unter anderem folgende Auszeichnungen:
- Distinguished Service Cross
- Army Distinguished Service Medal (2-mal)
- World War I Victory Medal
- American Defense Service Medal
- Asiatic-Pacific Campaign Medal
- World War II Victory Medal
- Philippine Defense Medal (Philippinen)